# Kroó Anita
Kroó Anita (Budapest, 1985. január 19.–) magyar festőművész.

## Életrajz
Mesterdiplomáját festő szakon kapta 2011-ben a Magyar Képzőművészeti Egyetemen. Mestere Halász András (2006–2007) és Radák Eszter (2007–2011) volt.
Munkáival egyéni és csoportos kiállításokon vett részt itthon és New Yorkban.
2015-ben a Pratt Institute-tól nyert el ösztöndíjat, melynek segítségével New Yorkban megszerezte második mesterdiplomáját.
Különféle ösztöndíjakat, illetve szakmai díjakat kapott a Nemzeti Kulturális Alap, a Hungary Initiatives Foundation, az Elizabeth Greenshields Foundation és a New York-i UJA Federation részéről.
2017: kimagasló művészeti teljesítményéért megkapta a Pratt Circle Awardot.
Németországben él. Munkahelye: Institut für Auslandsbeziehungen, Stuttgart; új munkahely: Berlin, Drawing Room.

## Képei
| Kattints az alábbi külső linkek egyikére! | Kattints az alábbi külső linkek egyikére! |
| ----------------------------------------- | ----------------------------------------- |
| Nem található szabad kép.(?)              |                                           |
| külső link · jogvédett                    | 1. Valahol a hetedik kerületben           |
| külső link · jogvédett                    | 2. Moszkva tér                            |

Kiállítások
- 2013 „Moszkva téri metróállomás”; Kaptár
- 2013 Rétegrendbontás „kaparom a falat” című csoportos kiállítás a 400-ban
- 2013 Az új stúdió tagok bemutatkozó kiállítása az FKSE galériában
- 2012 „Moszkva tér” című önálló kiállítás a Klauzál13 galériában
- 2012 A Gólem színház Talmud pályázati kiállítása
- 2012 Önálló kiállítás a Svábhegyi vendéglőben
- 2012 Céklárt „I-dentity” című kiállítás a Gozsdu udvarban
- 2011 Diploma kiállítás a Magyar Képzőművészeti Egyetemen
- 2010 Fundamenta Amadeus pályázati kiállítása
- 2010 „Parallels” című csoportos kiállítás a Magyar Képzőművészeti Egyetemen
- 2009 Fundamenta Amadeus pályázati kiállítása
- 2009 Kiállítás a Stollart galériában
- 2008 Kis Magyar Metró Biennálé című csoportos kiállítás az Artpool galériában
- 2008 Csoportos „Áttekintés” című kiállítás a MAMÜ-ben
- 2008 Fundamenta Amadeus pályázati kiállítása, kisalkotói ösztöndíj
- 2007 Ferrari pályázat kiállítása a Közlekedési Múzeumban
- 2006 Csoportos év végi kiállítás a MAMÜ-ben
- 2005 Évzáró kiállítás a Pécsi Tudományegyetem Művészeti Karán
- 2004 Csoportos tematikus kiállítás a Művészet Malomban
- 2004 Évzáró kiállítás az Óbudai Képzőművészeti Szakközép Iskolában

Nagyon furcsa érzés, ahogy a fejünk fölött átnevezik a gyerekkorunk óta ismert tereket. Ilyenkor úgy érzem, mintha valami nálam magasabb erő beférkőzne az emlékeim közé, hogy megpróbálja átírni őket.